# コーキュートス
コーキュートス、またはコキュートス（希: Κωκυτός, Kokytos, 羅: Cocytus）は、ギリシア神話の冥府に流れる川である。その名は「嘆きの川」を意味し、同じく地下の冥府を流れるアケローンに注ぎ込む。
冥府は5つの川で取り囲まれており、おそらく一番有名なのがステュクスで、他にプレゲトーン、レーテー、アケローン、そしてコーキュートスがある。

## 文学
コーキュートスは冥府にある他の川と共に、古典文学によく登場する題材である。ホメーロス、アイスキュロス、ウェルギリウス、キケロー、アープレーイウス、プラトーンなどが言及している。
コーキュートスはミルトンの叙事詩『失楽園』にも登場し、その第二巻に「その物悲しげな流れのあたりから聞こえてくる号泣の声にちなんで名づけられたコキュトス河」と記されている。コーキュートスはシェイクスピアの『タイタス・アンドロニカス』とリック・ライアダンの『ハデスの館』でも言及されている。

## 『神曲』

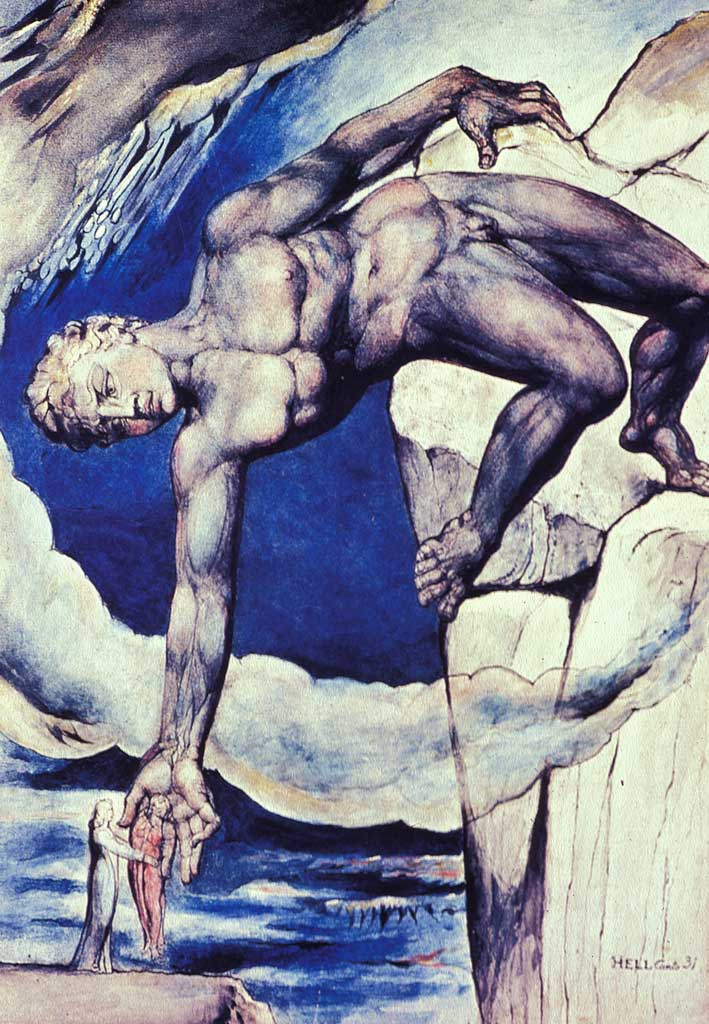
ウェルギリウスとダンテをコーキュートスに降ろすアンタイオス（第三十一歌）

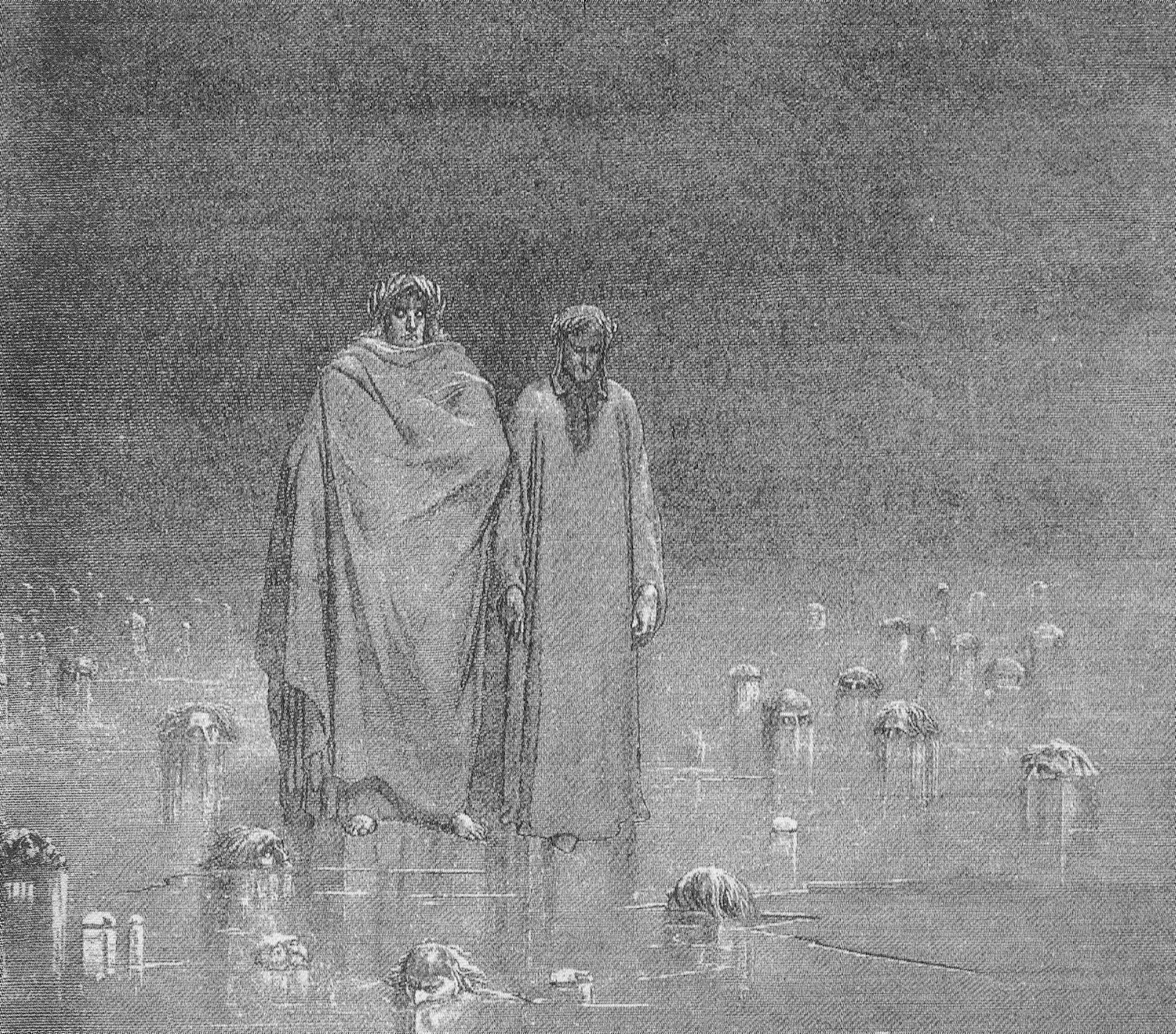
氷漬けにされた亡者たちを見おろすウェルギリウスとダンテ（第三十二歌）

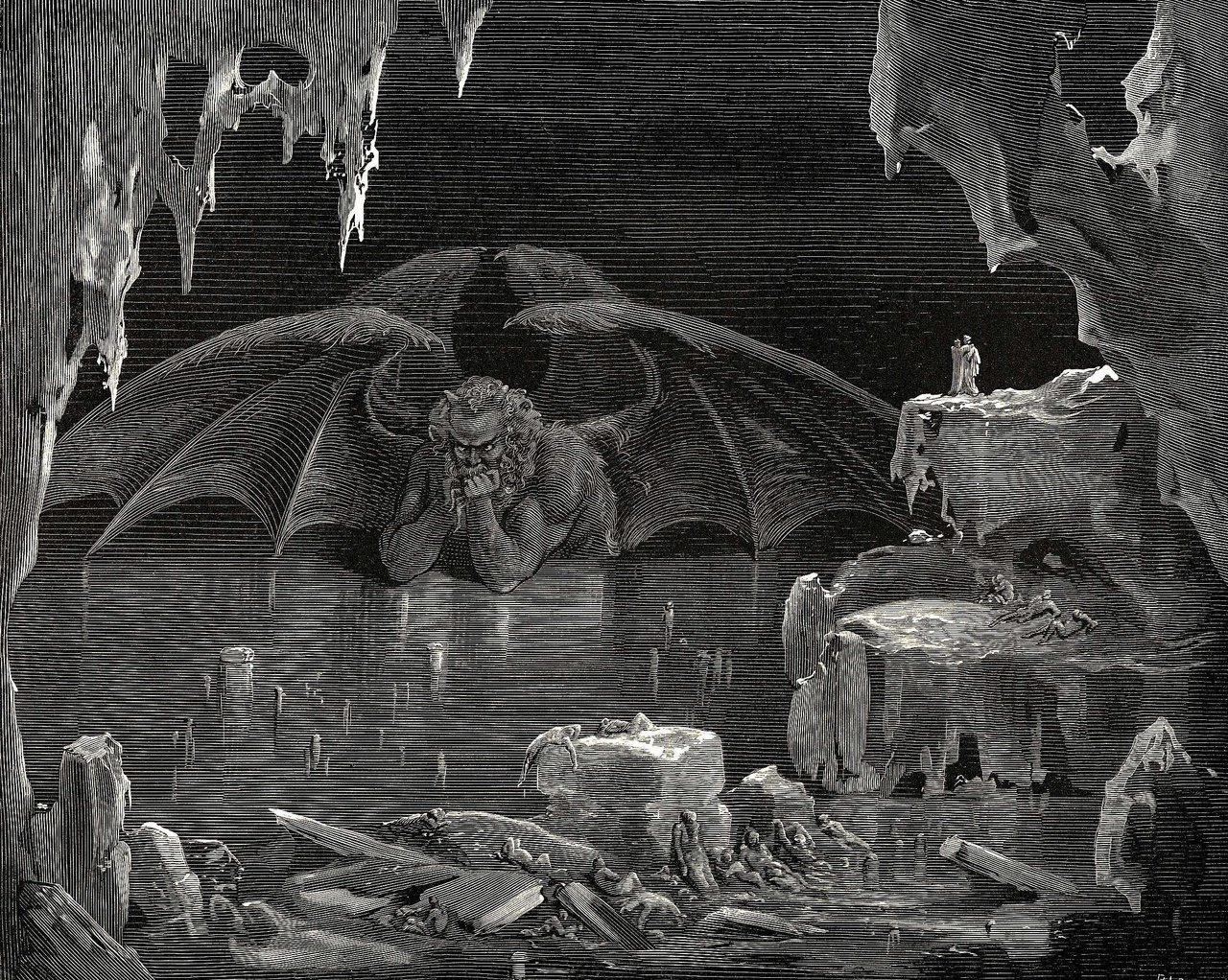
コーキュートス最深部で腰まで氷漬けにされたルチフェル（第三十四歌）

ダンテ・アリギエーリが著した叙事詩『神曲』の第一篇「地獄篇」において、コーキュートスは地獄の最下層、すなわち第九圏に位置づけられている。詩人ダンテと彼の導き手であるウェルギリウスは、巨人アンタイオスの助力によってこの深淵へと降り立つ。第九圏の外縁には、アンタイオスを除き、鎖で繋がれた他の巨人たちの姿も見られる。ただし、アンタイオスはギガントマキアー以前に命を落としたため、鎖に繋がれていない。
コーキュートスは、川というよりもむしろ凍結した湖として描写される。しかし、冥府に存在する他の河川と同様に、その水源は人間の罪を象徴する巨大な彫像『クレタの老人』から流れ落ちる涙であるとされる。ダンテはコーキュートスを、裏切りを犯した者たちの魂が収容される場所と定めた。これらの亡霊は、その背信行為の態様に応じて、首まで、あるいは全身が、様々な深さで氷の中に閉じ込められている。
コーキュートスは、その外側から中心に向かって、以下の4つの円に区分される。

### カイーナ (Caina)
第一の円はカイーナと呼ばれ、血縁者に対する裏切り者がここに幽閉される。その名称は、旧約聖書に登場するカインに由来する。

### アンテノーラ (Antenora)
第二の円はアンテノーラであり、祖国に対する反逆者が罰せられる。その名は、ホメロスの叙事詩『イーリアス』に登場するトロイアの賢臣アンテノールにちなむ。

### トロメア (Tolomea)
第三の円トロメアには、賓客に対する裏切り者が収容される。その名は、『マカバイ記』に記述されたジェリコの首長トロメオに由来する。この領域では特筆すべきことに、裏切り者の魂が、運命の女神アトロポスが寿命の糸を断つ以前に肉体を離れ、地上に残された肉体は生きたまま悪霊に支配されるという現象がしばしば起こるとされる。

### ジュデッカ (Giudecca)
最も内側の第四の円はジュデッカと呼ばれ、恩ある主に対する反逆者が幽閉される。その名称は、イエス・キリストを裏切った使徒ユダ・イスカリオテに由来する。そして、この円の中心部には、ルチフェルが腰まで氷に浸かった姿で存在する。彼は3つの顔を持ち、正面の口でユダを噛み砕いている。ユダは頭から口に入れられ、足が外に垂れ下がった状態で、ルチフェルが噛むたびに背中の皮が引き裂かれるという苦痛を受ける。両脇の口はそれぞれ、ガイウス・ユリウス・カエサルの暗殺を主導したマルクス・ユニウス・ブルートゥスとガイウス・カッシウス・ロンギヌスを噛み砕いており、彼らは足から口に入れられ、首が垂れ下がった状態である。ルチフェルの3つの顎の下からはそれぞれ一対の巨大な翼が羽ばたき、それによってコーキュートスに凍てつく寒風が吹き荒れ、彼自身を含む反逆者たちを氷の中に閉じ込めるのである。
ダンテとその導き手ウェルギリウスは、ルチフェルの背中をよじ登り、地獄の底を通過して煉獄へと至る。ダンテは途中、地獄へ戻るのかと錯覚するが、ウェルギリウスは、彼らが地球の中心を通過したために重量の方向が変化したのだと説明する。